# Liste der Baudenkmäler in Lohr am Main
Auf dieser Seite sind die Baudenkmäler in der unterfränkischen Stadt Lohr am Main zusammengestellt. Diese Tabelle ist eine Teilliste der Liste der Baudenkmäler in Bayern. Grundlage ist die Bayerische Denkmalliste, die auf Basis des Bayerischen Denkmalschutzgesetzes vom 1. Oktober 1973 erstmals erstellt wurde und seither durch das Bayerische Landesamt für Denkmalpflege geführt wird. Die folgenden Angaben ersetzen nicht die rechtsverbindliche Auskunft der Denkmalschutzbehörde.

## Ensembles

### Altstadt Lohr am Main

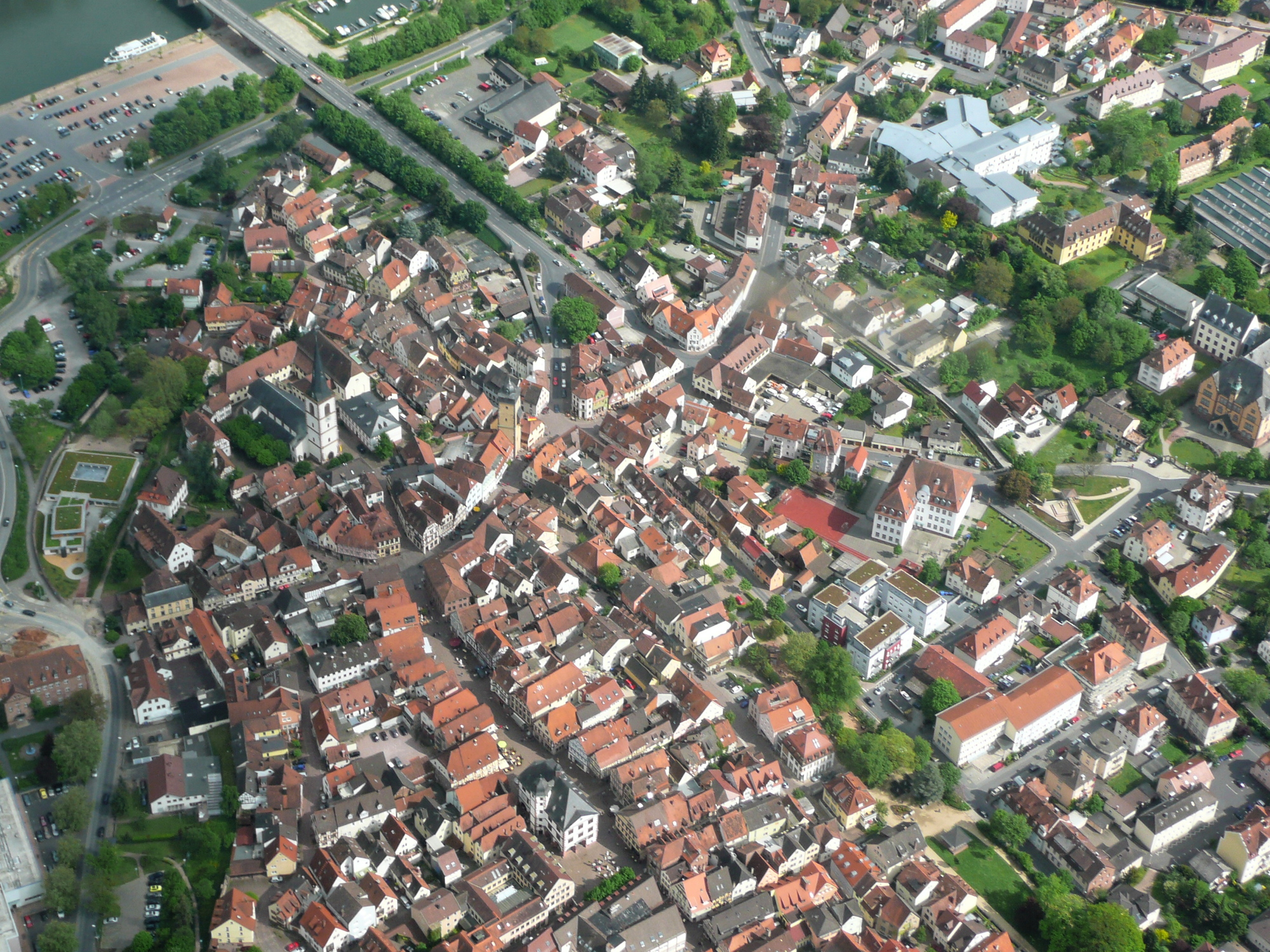
Luftbild der Altstadt Lohrs

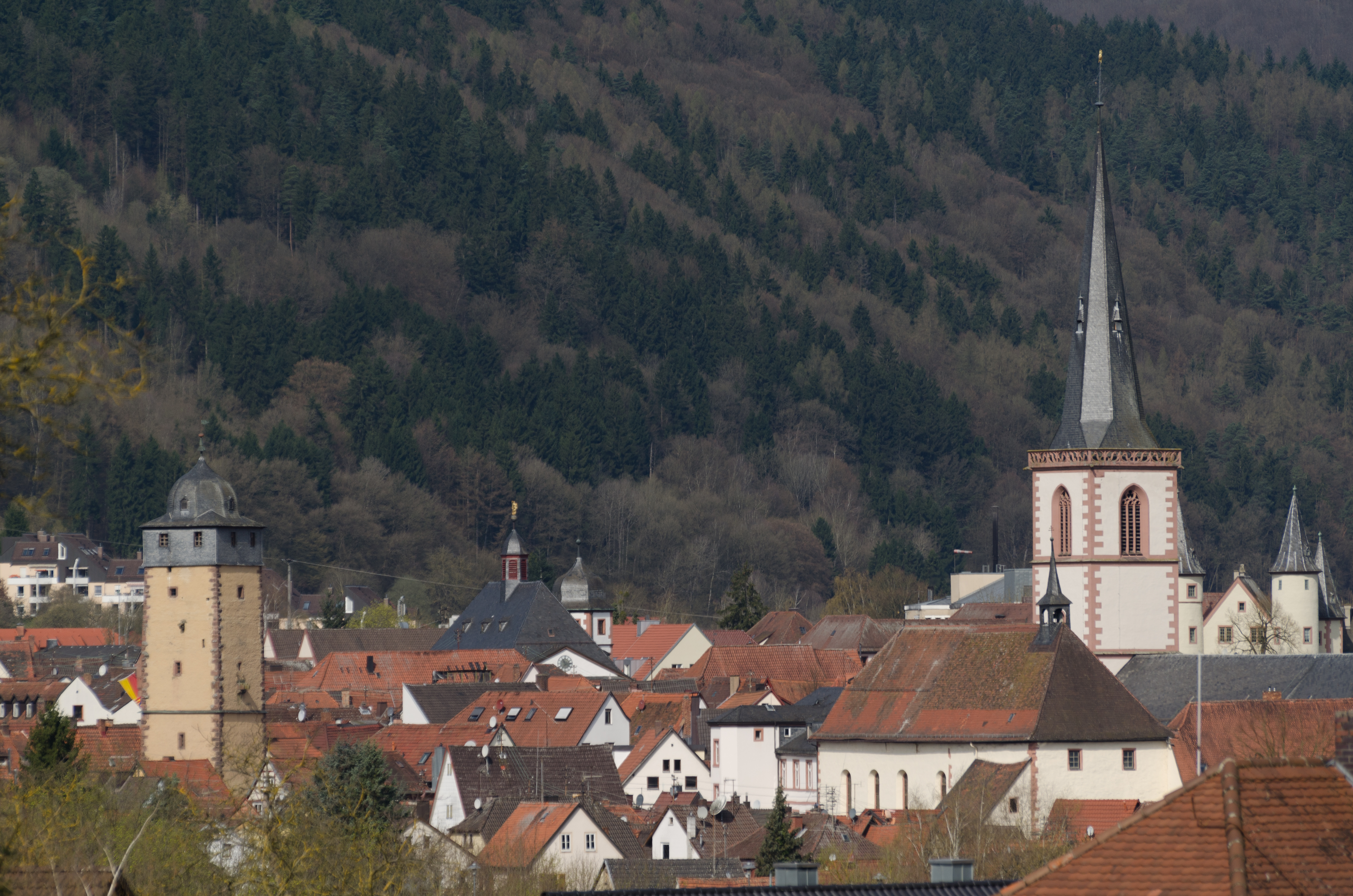
Ansicht der Altstadt Lohrs von Südwesten

Das Ensemble (Lage) umfasst die Stadt Lohr am Main im Umfang ihrer mittelalterlichen Ummauerung samt dem unmittelbaren Vorfeld der Befestigung und der südöstlich anschließenden Fischervorstadt. - Die Stadt Lohr am Main ist auf einem zwischen zwei Zuflüssen des Mains sich erhebenden Höhenzug angelegt und unterscheidet sich damit sowohl in ihrer Lage im Gelände, als auch in ihrer entsprechenden Siedlungsstruktur von den typischen „Mainstädtchen“, die sich meist in der Talniederung flussparallel entwickeln. Die Stadt setzt sich aus drei deutlich unterscheidbaren Siedlungselementen zusammen: Dem Kirchenbezirk, der Bürgerstadt und der Fischervorstadt.
Trotz relativ später Ersterwähnung (1296) lassen sowohl der Ortsname, als auch das ursprüngliche Martinspatrozinium der Pfarrkirche auf eine Entstehung Lohrs im Frühmittelalter schließen. Als Siedlungskern ist der auf dem mainseitigen Kopf des Höhensporns liegende Kirchenbezirk anzusprechen. Diese erste Siedlung wird, wie der gekrümmte Verlauf der Kleinen Kirchgasse und der Turmstraße suggerieren, burgartig befestigt gewesen sein; eine Burg bestand hier auch bis ins 17. Jahrhundert hinein. Sie wurde durch den Bau des Kapuzinerklosters abgelöst. In der Mitte des Bezirks erhebt sich die im Kern hochmittelalterliche Stadtpfarrkirche, um sie herum gruppieren sich die Pfarrhäuser, das in der Zeit der Gegenreformation entstandene Kapuzinerkloster und das alte Schulhaus. Der Kirchenbezirk besaß eine eigene Befestigung, an die das spätgotische Torhaus zur Kleinen Kirchgasse erinnert.
Die westlich anschließende Bürgerstadt zeigt alle Merkmale hochmittelalterlicher Gründungen: Sie entwickelt sich entlang einer dem Höhenzug folgenden, west-ost- gerichteten Hauptstraße, die sich in der Mitte zum rechteckigen, das Rathaus tragenden Marktplatz erweitert. Sie zweigt im Osten von der kurzen, die Stadt an ihrer engsten Stelle durchschneidenden, mainparallelen Durchgangsstraße ab und mündet im Westen in die Landstraße in den Spessart (nach Aschaffenburg). Enge Seitengäßchen verbinden grätenartig die Hauptstraße mit den beiden, zu dieser in etwa parallel verlaufenden Nebengassen; die Nordwestecke wird durch das Schloss eingenommen, das bis 1559 Sitz der Grafen von Rieneck, danach bis zur Säkularisation Mainzisches Amtshaus war. Die Bebauung der Hauptstraße besteht aus stattlichen Bürgerhäusern in Fachwerkbauweise; die massiven Erdgeschosse zeigen oft reiche Sandsteinportale der Zeit um 1600; aus der gleichen Zeit stammt auch das die Mitte der Anlage bezeichnende Rathaus. In den Seitengassen herrscht Kleinhausbauweise. Bürgerstadt und Kirchenbezirk wurden im 14. Jahrhundert nach der Stadtrechtsverleihung (1333) einheitlich ummauert. Letzter monumentaler Zeuge dieser Umwehrung ist der Stadtturm am ehem. Niedertor.
Außerhalb der Ummauerung liegt am Fuße des Kirchenhügels die Fischervorstadt, die als besterhaltene, vorstadtmäßige Siedlung von Fischern und Schiffbauern in Mainfranken angesprochen werden kann. Sie besaß ursprünglich, nach Ausweis der Parzellenführung und des Fischertors eine eigene Umzäunung. Sie besteht aus zwei mehrfach gekrümmten und annähernd parallel verlaufenden Gassen, die sich am ehem. Niedertor platzartig vereinigen. Sie zeigt kleinteilige Reihenbebauung, die im Kern auf das 16. Jahrhundert zurückgeht. Umgrenzung: Seeweg, Mainkai, Fußweg an der Auffahrt zur alten Brücke, Obere Brückenstraße (nördlicher Ran), hintere Grenze der Grundstücke Turmstraße 10 und Grabenstraße 2-18 (gerade Nummern), Anlagestraße (nördlicher Rand), Brauereistraße (östlicher Rand), Grafen-von-Rieneck-Straße (östlicher Rand), Haagstraße (südlicher Rand).  Aktennummer: E-6-77-155-1.

### Steinbacher Straße

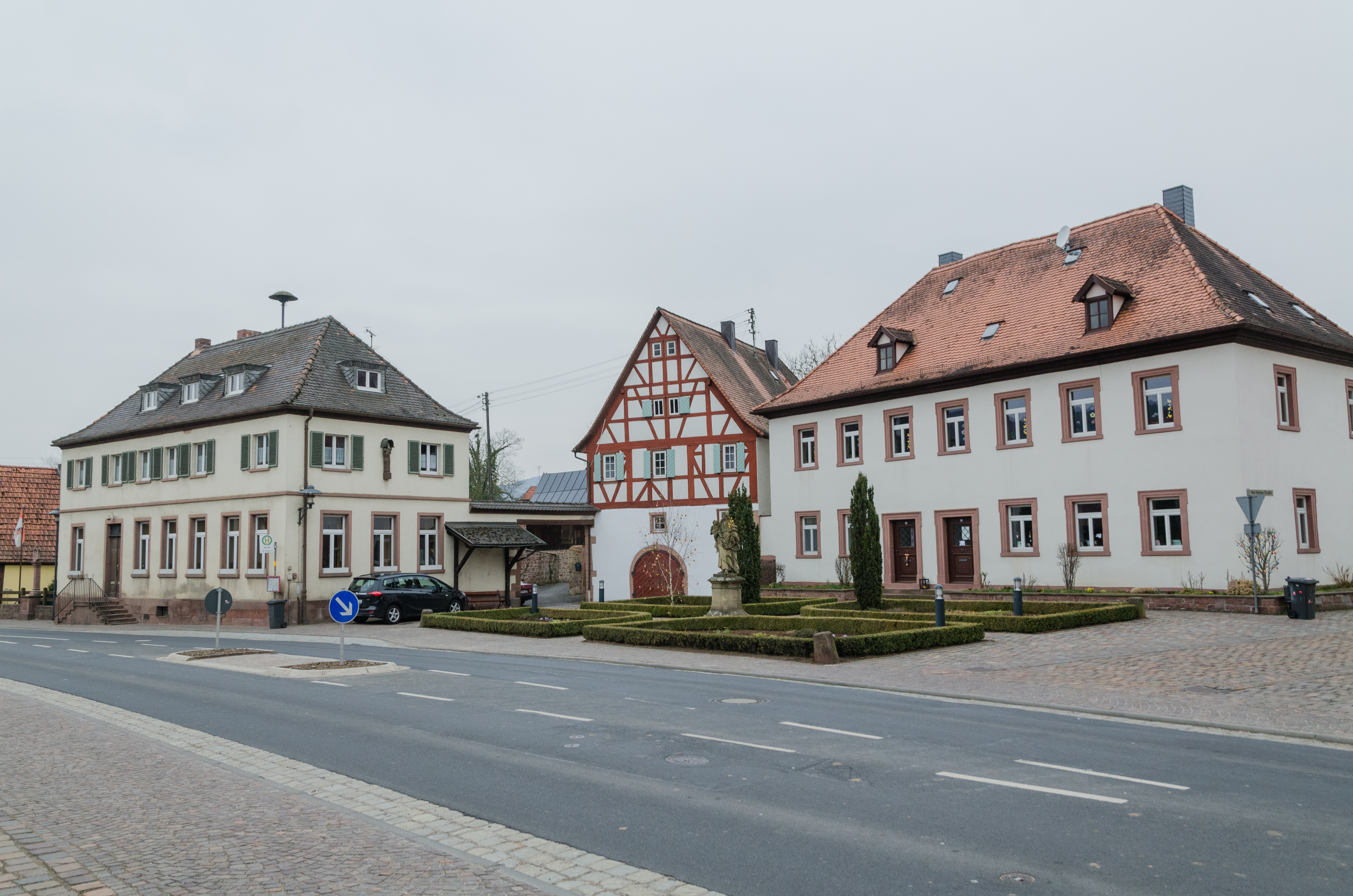
Steinbacher Straße Nordseite

Das Ensemble im Stadtteil Steinbach (Lage) umfasst die Dorfstraße, mit dem Schlossbereich auf der Ost- und dem Pfarrkirchenbereich auf der Westseite. Die Monumentalbauten, die das Ortsbild bestimmen, wurden unter Franz Christoph von Hutten errichtet und spiegeln dessen fürstbischöfliche Würde wider: die Kirche ab 1719 durch Joseph Greising, das Schloss 1725–28 durch Balthasar Neumann. Zum Schloss gehören Bauteile des Vorgängerbaus aus dem 16. Jahrhundert und der ummauerte Schlosspark. Das Dorf ordnet sich mit ein- und zweigeschossiger Bebauung vornehmlich des 18. Jahrhunderts den Monumentalbauten unter. Die Dorfstraße erweitert sich zu einem kleinen Platzraum vor dem Huttenschen Forsthaus. Umgrenzung: Steinbacher Straße 1, 3, 4–18, 22, 24, 26, 28, von-Hutten-Straße 2, Hofgartenstraße 1–3. Aktennummer: E-6-77-155-2.

## Stadtbefestigung
Die Stadtbefestigung, die die Bürgerstadt und den Kirchenbezirk einschloss, wurde im 14. und 15. Jahrhundert mit Bruchsteinmauerwerk angelegt. Abschnitte der Befestigungsmauer sind im Osten (um den Kirchenbezirk), im Norden (hier meist verbaut), im Nordwesten (um das Schloss) und bruchstückhaft im Süden erhalten. Teile der Zwingermauer sind noch im Osten und im Nordwesten vorhanden. Von den ursprünglich drei Haupttoren (Lohrtor, Obertor, Niedertor) ist nur der Turm des Niedertores (Stadtturm) erhalten. Das der Befestigung vorgelagerte Gelände ist auf der Ost- und Nordseite als Steilhang noch anschaulich, im Süden wurde es im späteren 19. Jahrhundert in eine Parkanlage umgewandelt. Die vermauerten Wappensteine stammen möglicherweise von den abgebrochenen Toren. An der Ostseite ist viereckiges Türmchen mit Pyramidendach erhalten. Von der Zwingermauer sind Reste aus Bruchstein mit fünf halbrunden Schalentürmen erhalten; in Teilen ist diese überbaut.
Aktennummer: D-6-77-155-3.

| Lage                                     | Objekt                            | Beschreibung | Akten-Nr.      | Bild           |
| ---------------------------------------- | --------------------------------- | --- | -------------- | -------------- |
| Färbergasse 5, 7, 9, 11, 13 (Standort)   | Stadtmauer                        | 14./15. Jahrhundert | D-6-77-155-3   | Stadtmauer     |
| Gerbergasse 7, 9 (Standort)              | Stadtmauer                        | 14./15. Jahrhundert | D-6-77-155-3   | Stadtmauer     |
| Gerbergasse 11, 15, 17, 19 (Standort)    | Stadtmauer                        | 14./15. Jahrhundert | D-6-77-155-3   | Stadtmauer     |
| Hauptstraße 51 (Standort)                | Wappenstein                       | Nähe Obertor, 1570 | D-6-77-155-54  | Wappenstein    |
| Hauptstraße 51 (Standort)                | Wappenstein                       | Nähe Obertor, um 1700 | D-6-77-155-54  | Wappenstein    |
| Hauptstraße 49 (Standort)                | Stadtmauer                        | 14./15. Jahrhundert | D-6-77-155-3   | BW             |
| Kirchplatz 5, 6 (Standort)               | Stadtmauer                        | 14./15. Jahrhundert | D-6-77-155-3   | BW             |
| Kirchplatz 7 (Standort)                  | Stadtmauer                        | 14./15. Jahrhundert | D-6-77-155-3   | Stadtmauer     |
| Kirchplatz 8 (Standort)                  | Stadtmauer                        | 14./15. Jahrhundert | D-6-77-155-3   | BW             |
| Kirchplatz 9 (Standort)                  | Stadtmauer                        | 14./15. Jahrhundert | D-6-77-155-3   | BW             |
| Kleine Kirchgasse 2 (Standort)           | Teile der Stadtmauer              | 14./15. Jahrhundert; auf dem Grundstück des Kindergartens | D-6-77-155-3   | BW             |
| Kleine Kirchgasse 20 (Standort)          | Stadtmauer                        | 14./15. Jahrhundert | D-6-77-155-3   | BW             |
| Meistergasse 4, 8, 10, 12, 14 (Standort) | Stadtmauer                        | 14./15. Jahrhundert | D-6-77-155-3   | Stadtmauer     |
| Muschelgasse 5 (Standort)                | Stadtmauer                        | 14./15. Jahrhundert | D-6-77-155-3   | BW             |
| Muschelgasse 13 (Standort)               | Stadtmauer                        | 14./15. Jahrhundert | D-6-77-155-3   | BW             |
| Muschelgasse 13 (Standort)               | Stadtmauer                        | 14./15. Jahrhundert | D-6-77-155-3   | BW             |
| Obere Schloßgasse 3, 5, 7, 9 (Standort)  | Stadtmauer                        | 14./15. Jahrhundert, teilweise überbaut | D-6-77-155-3   | BW             |
| Ottenhofstraße 1 (Standort)              | Stadtmauer                        | 14./15. Jahrhundert | D-6-77-155-3   | BW             |
| Ottenhofstraße 17, 19 (Standort)         | Stadtmauer                        | 14./15. Jahrhundert | D-6-77-155-3   | BW             |
| Seeweg 14 (Standort)                     | Stadtmauer                        | 14./15. Jahrhundert | D-6-77-155-3   | BW             |
| Stadtmühlgasse 3 (Standort)              | Stadtmauer                        | 14./15. Jahrhundert | D-6-77-155-3   | BW             |
| Stadtmühlgasse 7, 9, 11 (Standort)       | Stadtmauer                        | 14./15. Jahrhundert | D-6-77-155-3   | BW             |
| Stadtmühlgasse 13 (Standort)             | Stadtmauer                        | 14./15. Jahrhundert | D-6-77-155-3   | BW             |
| Steinmühlgasse 3 (Standort)              | Stadtmauer                        | 14./15. Jahrhundert | D-6-77-155-3   | Stadtmauer     |
| Turmstraße 8, 11, 13 (Standort)          | Stadtmauer                        | 14./15. Jahrhundert | D-6-77-155-3   | BW             |
| Turmstraße 15 (Standort)                 | Stadtturm, sogenannter Bayersturm | seitlicher Turm des ehem. Niedertors, hoch aufragender Turm von sechs Geschossen über quadratischem Grundriss mit verschiefertem Obergeschoss und Haubendach, Putzmauerwerk mit Buckelquaderkanten sowie Ausgusserker über Konsolen, 13./14. Jh., Aufstockung mit Türmerwohnung nach 1550 | D-6-77-155-112 | weitere Bilder |

## Baudenkmäler nach Gemeindeteilen

### Lohr
In Lohr am Main sind fünf Straßen- und Platzbilder von besonderer Bedeutung, sogenannte Besondere Bereiche ausgewiesen. Zunächst werden die Einzeldenkmäler in diesen Bereichen aufgeführt, danach die restlichen Einzeldenkmäler der Stadt.

#### Fischergasse
Umgrenzung: Fischergasse 1–36, 38, 40, 42, 44, 46, 48, 50, 52, 54, 56, 58, Steinmühlgasse 1, Turmstraße 17.

| Lage                         | Objekt             | Beschreibung | Akten-Nr.     | Bild           |
| ---------------------------- | ------------------ | --- | ------------- | -------------- |
| Fischergasse 1, 3 (Standort) | Wohnhaus           | Zweigeschossiger giebelständiger Satteldachbau mit Fachwerkobergeschoss, 16. Jahrhundert, Erdgeschoss verändert | D-6-77-155-9  | weitere Bilder |
| Fischergasse 5 (Standort)    | Wohnhaus           | Dreigeschossiger giebelständiger Satteldachbau mit Fachwerkobergeschossen, Erdgeschoss mit Sandsteinpilastergliederungen, Renaissance, um 1600                                                                                | D-6-77-155-10 | weitere Bilder |
| Fischergasse 7 (Standort)    | Wohnhaus           | Zweigeschossiger giebelständiger Satteldachbau mit verputztem Fachwerkobergeschoss und Renaissance-Sandsteinrahmungen im Erdgeschoss, im Kern 17. Jahrhundert                                                                 | D-6-77-155-11 | weitere Bilder |
| Fischergasse 11 (Standort)   | Wohnhaus           | Zweigeschossiger traufständiger Satteldachbau mit vorkragendem Fachwerkobergeschoss, Erdgeschoss mit Sandsteinrahmungen, 17./18. Jahrhundert                                                                                  | D-6-77-155-12 | weitere Bilder |
| Fischergasse 13 (Standort)   | Wohnhaus           | Dreigeschossiger giebelständiger Satteldachbau mit verputzten Fachwerkobergeschossen und Sandsteinpilastern im Erdgeschoss, aus der Straßenflucht vorstehend, Renaissance, um 1600, Portalrahmung bezeichnet „1788“           | D-6-77-155-13 | weitere Bilder |
| Fischergasse 15 (Standort)   | Wohnhaus           | Zweigeschossiger giebelständiger Halbwalmdachbau mit Fachwerkobergeschoss und geohrten Sandsteinrahmungen im Erdgeschoss, 18. Jahrhundert                                                                                     | D-6-77-155-14 | weitere Bilder |
| Fischergasse 17 (Standort)   | Wohnhaus           | Zweigeschossiges Fachwerkhaus mit giebelständigem Satteldach über Kellersockel mit Freitreppe, im Kern 17./18. Jahrhundert | D-6-77-155-15 | weitere Bilder |
| Fischergasse 18 (Standort)   | Wohnhaus           | Zweigeschossiger giebelständiger Krüppelwalmdachbau mit Fachwerkobergeschoss, 18./19. Jahrhundert, Erdgeschoss verändert | D-6-77-155-16 | weitere Bilder |
| Fischergasse 20 (Standort)   | Wohnhaus           | Zweigeschossiger Krüppelwalmdachbau mit Zierfachwerkobergeschoss in Ecklage, 17./18. Jahrhundert, Erdgeschoss verändert | D-6-77-155-17 | weitere Bilder |
| Fischergasse 32 (Standort)   | Ehemalige Synagoge | Zweigeschossiger Mansardwalmdachbau mit verputztem Fachwerkobergeschoss und geohrten Sandsteinrahmungen im Erdgeschoss, rückwärtiger Seitenflügel mit verbrettertem und bemaltem Fensterbrüstungen, Barock, bezeichnet „1732“ | D-6-77-155-18 | weitere Bilder |
| Fischergasse 40 (Standort)   | Wohnhaus           | Schmaler zweigeschossiger Satteldachbau mit verputztem Fachwerkobergeschoss in die Straßenflucht ragend, 18. Jahrhundert | D-6-77-155-19 | weitere Bilder |
| Fischergasse 44 (Standort)   | Wohnhaus           | Zweigeschossiger Satteldachbau mit Fachwerkobergeschoss aus der Straßenflucht vorstehend, 18. Jahrhundert | D-6-77-155-20 | weitere Bilder |

#### Hauptstraße
Umgrenzung: Hauptstraße 1–48, 50, Balterhof 1, Marktplatz 1–3, Rathausgasse 2.

| Lage                          | Objekt                                       | Beschreibung | Akten-Nr.     | Bild           |
| ----------------------------- | -------------------------------------------- | --- | ------------- | -------------- |
| Hauptstraße 1 (Standort)      | Spätklassizistisches Wohnhaus                | Rotsandstein, um 1860 | D-6-77-155-28 | weitere Bilder |
| Hauptstraße 2 (Standort)      | Halbwalmdachhaus                             | Mit Zierfachwerk, bezeichnet „1559“                                                                                        | D-6-77-155-29 | weitere Bilder |
| Hauptstraße 3, 5 (Standort)   | Giebel-Doppelhaus                            | Fachwerk, 15. Jahrhundert                                                                                                  | D-6-77-155-30 | weitere Bilder |
| Hauptstraße 6 (Standort)      | Halbwalmdachhaus mit überbrettertem Fachwerk | Renaissance-Portal, im Kern um 1600                                                                                        | D-6-77-155-31 | weitere Bilder |
| Hauptstraße 8 (Standort)      | Giebelhaus                                   | Fachwerk verputzt, Giebel verschiefert, 16./17. Jahrhundert                                                                | D-6-77-155-33 | weitere Bilder |
| Hauptstraße 9 (Standort)      | Traufseithaus mit Zierfachwerk               | 17. Jahrhundert; Ausleger, 18./19. Jahrhundert                                                                             | D-6-77-155-32 | weitere Bilder |
| Hauptstraße 10 (Standort)     | Halbwalmdachhaus                             | Fachwerk, frühes 19. Jahrhundert                                                                                           | D-6-77-155-34 | weitere Bilder |
| Hauptstraße 12 (Standort)     | Schopfwalmdachhaus                           | Fachwerk, an der Giebelseite verputzt, Renaissance-Portal, bezeichnet „1579“                                               | D-6-77-155-35 | weitere Bilder |
| Hauptstraße 13 (Standort)     | Fachwerkhaus mit Eckerker                    | 18./19. Jahrhundert, über älterem Kern                                                                                     | D-6-77-155-36 | weitere Bilder |
| Hauptstraße 14 (Standort)     | Giebelhaus                                   | Mit Schopfwalm und vorspringendem Bauteil, Fachwerk, wohl 17. Jahrhundert                                                  | D-6-77-155-37 | weitere Bilder |
| Hauptstraße 14 (Standort)     | Hausmadonna                                  | 18. Jahrhundert | D-6-77-155-37 | weitere Bilder |
| Hauptstraße 15 (Standort)     | Halbwalmdachhaus                             | Fachwerk, Portal bezeichnet „1736“                                                                                         | D-6-77-155-38 | weitere Bilder |
| Hauptstraße 15 (Standort)     | Hausmadonna                                  | 18. Jahrhundert | D-6-77-155-38 | weitere Bilder |
| Hauptstraße 17 (Standort)     | Giebelhaus mit Schopfwalm                    | Fachwerk, 16./17. Jahrhundert                                                                                              | D-6-77-155-39 | weitere Bilder |
| Hauptstraße 19 (Standort)     | Giebelhaus                                   | Fachwerk, 18./19. Jahrhundert                                                                                              | D-6-77-155-40 | weitere Bilder |
| Hauptstraße 20 (Standort)     | Halbwalmdachhaus                             | Fachwerk verputzt, 18. Jahrhundert                                                                                         | D-6-77-155-41 | weitere Bilder |
| Hauptstraße 20 (Standort)     | Hausmadonna                                  | 18. Jahrhundert | D-6-77-155-41 | BW             |
| Hauptstraße 21 (Standort)     | Giebelhaus                                   | Fachwerk, 17. Jahrhundert                                                                                                  | D-6-77-155-42 | weitere Bilder |
| Hauptstraße 24 (Standort)     | Scheitelstein mit Löwenkopf                  | 16. Jahrhundert; eingemauert                                                                                               | D-6-77-155-43 | weitere Bilder |
| Hauptstraße 25 (Standort)     | Giebelhaus                                   | Mit Mansard-Schopfwalmdach, Fachwerk, 18. Jahrhundert                                                                      | D-6-77-155-44 | weitere Bilder |
| Hauptstraße 26, 28 (Standort) | Doppelhaus mit Halbwalm                      | Fachwerk, 16./17. Jahrhundert; Ausleger, 19. Jahrhundert                                                                   | D-6-77-155-45 | weitere Bilder |
| Hauptstraße 27, 29 (Standort) | Giebelhaus in Ecklage                        | Mit Zierfachwerk, bezeichnet „1587“                                                                                        | D-6-77-155-46 | weitere Bilder |
| Hauptstraße 27, 29 (Standort) | Ausleger                                     | 19. Jahrhundert | D-6-77-155-46 | weitere Bilder |
| Hauptstraße 30 (Standort)     | Giebelhaus mit Schopfwalm                    | Im Kern 17. Jahrhundert, Neurenaissance-Fassade 1887; mit Ausstattung der Gasträume, erste Hälfte 19. Jahrhundert und 1933 | D-6-77-155-47 | weitere Bilder |
| Hauptstraße 31 (Standort)     | Wohnhaus                                     | Rotsandstein, um 1870 | D-6-77-155-48 | weitere Bilder |
| Hauptstraße 35 (Standort)     | Giebelhaus                                   | Verputztes Fachwerk, bezeichnet „1583“, Fenstergliederung um 1890                                                          | D-6-77-155-49 | weitere Bilder |
| Hauptstraße 45 (Standort)     | Traufseithaus                                | Obergeschoss Fachwerk, bezeichnet „1840“                                                                                   | D-6-77-155-50 | weitere Bilder |
| Hauptstraße 47 (Standort)     | Gasthaus Rose                                | Halbwalmdachhaus mit Fachwerkobergeschoss, 18. Jahrhundert; Türrahmung 16. Jahrhundert                                     | D-6-77-155-51 | weitere Bilder |
| Hauptstraße 50 (Standort)     | Giebelhaus                                   | Fachwerk verputzt, 17./18. Jahrhundert                                                                                     | D-6-77-155-53 | weitere Bilder |
| Marktplatz 1 (Standort)       | Rathaus                                      | Spätrenaissance-Bau mit Treppenturm, 1599–1602 von Michael Imkeller, um 1804 verändert                                     | D-6-77-155-79 | weitere Bilder |

#### Kirchplatz
Umgrenzung: Kirchplatz 1–9, Große Kirchgasse 3, 4.

| Lage                          | Objekt                                                              | Beschreibung | Akten-Nr.               | Bild           |
| ----------------------------- | ------------------------------------------------------------------- | --- | ----------------------- | -------------- |
| Kirchplatz (Standort)         | Kreuz                                                               | Tischsockel mit Kruzifix, Sandstein, 17./18. Jahrhundert erneuert | D-6-77-155-66           | weitere Bilder |
| Kirchplatz (Standort)         | Sankt-Nepomuk-Statue                                                | Inschriftsockel mit Figur des heiligen Johann Nepomuk, Sandstein, bezeichnet „1713“ | D-6-77-155-68           | weitere Bilder |
| Kirchplatz 2 (Standort)       | Katholische Stadtpfarrkirche Sankt Michael                          | Sakristei 12. Jahrhundert, Langhaus 13. Jahrhundert, Chor und Turm zweite Hälfte 15. Jahrhundert, mit Ausstattung (Geschütztes Kulturgut)                                                                                               | D-6-77-155-59           | weitere Bilder |
| Kirchplatz 3 (Standort)       | Kreuzschlepper                                                      | Figur des kreuztragenden Christus, Sandstein (fehlende Kreuzbalken in Holz ergänzt), 18./19. Jahrhundert | D-6-77-155-67           | weitere Bilder |
| Kirchplatz 3 (Standort)       | Halbwalmdachhaus                                                    | Obergeschoss Fachwerk, 18./19. Jahrhundert, Türrahmung bezeichnet „1590“ | D-6-77-155-60           | weitere Bilder |
| Kirchplatz 3 (Standort)       | Torhaus                                                             | der ehemaligen Kirchhofbefestigung, 15. Jahrhundert | D-6-77-155-60 zugehörig | weitere Bilder |
| Kirchplatz 4 (Standort)       | Halbwalmdachhaus                                                    | Obergeschoss verputztes Fachwerk, um 1800 | D-6-77-155-61           | weitere Bilder |
| Kirchplatz 5, 6 (Standort)    | Ehemalige Marienkapelle und Beinhaus, später Umbau zur Lateinschule | Zweigeschossiger traufständiger Halbwalmdachbau mit Fachwerkobergeschoss über hohem Kellersockel mit Freitreppe, bezeichnet „1766“, im Kern 1416, gotische Sandsteinfigur Gottvater um 1416                                             | D-6-77-155-62           | weitere Bilder |
| Kirchplatz 7 (Standort)       | Mesnerhaus                                                          | Zweigeschossiges traufständiges Fachwerkhaus mit Krüppelwalmdach, im Kern um 1700 | D-6-77-155-63           | weitere Bilder |
| Kirchplatz 8 (Standort)       | Klosterkirche St. Joseph                                            | Saalkirche mit Halbwalmdach und flach schließendem Chor sowie Dachreiter mit Spitzhelm, schlichte Putzfassade mit einfachen Sandsteingliederungen, Barock, bezeichnet „1692“; mit Ausstattung (u. a. Figuren der Karfreitagsprozession) | D-6-77-155-64           | weitere Bilder |
| Kirchplatz 8 (Standort)       | Ehemaliges Kapuzinerkloster, Klostergebäude                         | Unregelmäßiger zweigeschossiger Dreiflügelbau mit Putzfassade und Walm- bzw. Krüppelwalmdächern bezeichnet „1664“, verändert | D-6-77-155-64           | weitere Bilder |
| Kirchplatz 8 (Standort)       | Ehemaliges Kapuzinerkloster, Klostermauer                           | Reste der Mauer mit vermauerter Spolie, 17. Jahrhundert, gotische Spolie mit vera icon 15./16. Jahrhundert | D-6-77-155-64           | weitere Bilder |
| Kirchplatz 9 (Standort)       | Schulhaus                                                           | Freistehender zweigeschossiger Walmdachbau mit sparsamen Sandsteingliederungen, Spätklassizismus, um 1840 | D-6-77-155-65           | weitere Bilder |
| Kirchplatz 9 (Standort)       | Nebengebäude                                                        | Kleiner Fachwerkbau mit Satteldach, 19. Jahrhundert | D-6-77-155-65           | weitere Bilder |
| Große Kirchgasse 4 (Standort) | Wohnhaus                                                            | Zweigeschossiger Krüppelwalmdachbau mit Fachwerkobergeschoss über Erdgeschoss mit reich geschmücktem Sandsteinportal, Fachwerk mit Verblattungen im Kern um 1500, Renaissance-Portal bezeichnet „1597“                                  | D-6-77-155-27           | weitere Bilder |

#### Kleine Kirchgasse
Umgrenzung: Kleine Kirchgasse 1-4, 6, 8, 10, 12, 14, 16, 18, Lohtorstraße 2.

| Lage                           | Objekt    | Beschreibung | Akten-Nr.     | Bild           |
| ------------------------------ | --------- | --- | ------------- | -------------- |
| Kleine Kirchgasse 1 (Standort) | Wohnhaus  | Zweigeschossiger Satteldachbau mit vorkragendem Zierfachwerkobergeschoss, 16./17. Jahrhundert                                                                                              | D-6-77-155-69 | weitere Bilder |
| Kleine Kirchgasse 2 (Standort) | Pfarrhaus | Freistehender zweigeschossiger Mansardwalmdachbau mit Sandsteinrahmungen über Kellersockel mit Freitreppe, 18. Jahrhundert, Hofmauer, mit kugelbekröntem Pfeilerportal, Sandstein, um 1800 | D-6-77-155-71 | weitere Bilder |
| Kleine Kirchgasse 3 (Standort) | Wohnhaus  | Verputztes Fachwerkhaus mit giebelständigem Satteldach über Kellersockel mit Freitreppe, im Kern 16./17. Jahrhundert                                                                       | D-6-77-155-70 | weitere Bilder |

#### Muschelgasse
Umgrenzung: Muschelgasse 1–13, 15, 17, 19, 21, 23, 25, 27, 29.

| Lage                      | Objekt   | Beschreibung | Akten-Nr.     | Bild           |
| ------------------------- | -------- | --- | ------------- | -------------- |
| Muschelgasse 4 (Standort) | Wohnhaus | Zweigeschossiges verputztes Fachwerkhaus mit giebelständigem Satteldach, 17. Jahrhundert                                                    | D-6-77-155-81 | weitere Bilder |
| Muschelgasse 6 (Standort) | Wohnhaus | Zweigeschossiger giebelständiger Satteldachbau mit verputztem Fachwerkobergeschoss über Erdgeschoss mit Sandsteinrahmungen, 17. Jahrhundert | D-6-77-155-83 | weitere Bilder |
| Muschelgasse 7 (Standort) | Wohnhaus | Zweigeschossiges Traufseithaus mit verputztem Zierfachwerk, geschnitzter Eckpfosten bezeichnet „1718“                                       | D-6-77-155-84 | weitere Bilder |

#### Restliche Kernstadt
| Lage                                                                    | Objekt                                                  | Beschreibung | Akten-Nr.                | Bild                                                    |
| ----------------------------------------------------------------------- | ------------------------------------------------------- | --- | ------------------------ | ------------------------------------------------------- |
| Am Schanzkopf, Steigwiesen (Standort)                                   | Bildstock, sogenannter Dilthey-Bildstock                | Inschriftpfeiler mit Relief Kniende Stifterfigur sowie dreiseitigem Reliefaufsatz Heilige Barbara/Kreuzigungsgruppe/Heiliger Valentin mit geschwungenem Satteldach, Sandstein, spätgotisch, 1476 | D-6-77-155-116           | BW                                                      |
| Am Forsthof 2 (Standort)                                                | Bayerische Forstschule und Forstamt, Schulgebäude       | Stattlicher Walmdachbau, barockisierend, 1938 von Bauassessor Strauß, mit Teilen der ursprünglichen Ausstattung, anschließend Garagenbau, dendrologischer Garten mit Stützmauer und bastionsartiger Eckausbildung | D-6-77-155-187           | weitere Bilder                                          |
| Am Forsthof 7 (Standort)                                                | Bayerische Forstschule und Forstamt, Forstamt           | Neubarock, 1928, Hofpfeilerpaare begrenzen Einfahrt des gemeinsamen Innenhofes | D-6-77-155-187           | BW                                                      |
| Am Torhaus, gegenüber Gaststätte Rexroth (Standort)                     | Bildhäuschen                                            | | D-6-77-155-4             | Bildhäuschen                                            |
| Baltershof 4, 6 (Standort)                                              | Doppelhaus mit vorkragendem Obergeschoss                | Fachwerk, 15./16. Jahrhundert | D-6-77-155-5             | weitere Bilder                                          |
| Brunnengasse 6, Ottenhofstraße 12 (Standort)                            | Wohnhaus                                                | Zweigeschossiger Satteldachbau mit vorkragendem Zierfachwerkobergeschoss, teilweise massiv erneuertes Erdgeschoss mit Kellersockel und Freitreppe, dreiseitig freistehend, 17./18. Jahrhundert, einseitige Aufstockung 18./19. Jahrhundert | D-6-77-155-189           | weitere Bilder                                          |
| Bürgermeister-Keßler-Platz 3 (Standort)                                 | Gymnasium                                               | Jugendstil, bezeichnet „1903“ | D-6-77-155-6             | weitere Bilder                                          |
| Nähe Färbergasse (Standort)                                             | Brunnen                                                 | Laufbrunnen, Brunnenpfeiler mit Treppengiebel und Relief Putto mit Delphin sowie Löwenköpfen, halbrundes Brunnenbecken über Säulenpostament, Sandstein, neugotisch, zweite Hälfte 19. Jahrhundert | D-6-77-155-8             | weitere Bilder                                          |
| Nähe Färbergasse (Standort)                                             | Neugotischer Brunnen                                    | Rotsandstein, um 1880, mit 1905 eingefügtem Relief eines fischtragenden Putto von Paul Fritsche; wohl identisch mit D-6-77-155-8 | D-6-77-155-199           | weitere Bilder                                          |
| Fahrgasse 1 (Standort)                                                  | Bildstock                                               | Inschriftsockel mit Pfeiler und kreuzbekröntem Reliefaufsatz Marienkrönung, Sandstein, Barock, bezeichnet „1714“ | D-6-77-155-94            | weitere Bilder                                          |
| Gärtnerstraße 2 (Standort)                                              | Turnhalle                                               | Ziegel und Sandsteingliederungen, 1892 | D-6-77-155-1             | weitere Bilder                                          |
| Gerbergasse 10 (Standort)                                               | Färberhaus                                              | Dreigeschossiger Satteldachbau mit verputzten Fachwerkobergeschossen über Erdgeschoss mit Sandsteinrahmungen in Ecklage, Giebel mit zweitem Obergeschoss über Holzsäule weit vorkragend, 17./18. Jahrhundert | D-6-77-155-22            | weitere Bilder                                          |
| Grafen-von-Rieneck-Straße 3 (Standort)                                  | Ehemaliges Spital                                       | Langgezogener zweigeschossiger Walmdachbau mit übergiebeltem Risalit und Giebelreiter mit durchbrochenem Spitzhelm, Sandsteingliederungen mit Portalfassade und Hausmadonna, gotisierender Historismus, 1862 | D-6-77-155-25            | weitere Bilder                                          |
| Nähe Haaggasse (Standort)                                               | Transformatorenhaus                                     | Turmartiger Bruchsteinbau mit Pyramidendach, Wetterfahne, bezeichnet „1920“ | D-6-77-155-2             | weitere Bilder                                          |
| Häg, Steigwiesen (Standort)                                             | Gedenkkreuz                                             | Einfaches Kreuz mit Inschrift, Sandstein, bezeichnet „1870“ | D-6-77-155-119           | BW                                                      |
| Hauptstraße 51, Hauptstraße 49 (Standort)                               | Portal                                                  | Profiliertes Rundbogenportal mit Pilasterrahmungen und reichem Reliefschmuck, Sandstein, Renaissance, bezeichnet „1599“, ehemals an Hauptstraße 34, um 1870 hierher versetzt, geschnitztes Türblatt der Neorenaissance um 1870 | D-6-77-155-54            | weitere Bilder                                          |
| Hauptstraße 52 (Standort)                                               | Ehemaliges Amtsgericht                                  | Langgestreckter zweigeschossiger Walmdachbau, Putzfassade mit Stichbogenfenstern und Drempel mit Sandsteinverzierungen, in Ecklage, Neorenaissance im Stil italienischer Palazzi, 1844–46 | D-6-77-155-55            | weitere Bilder                                          |
| Kaibachweg 3 (Standort)                                                 | Fachwerkhaus                                            | 18. Jahrhundert | D-6-77-155-56            | weitere Bilder                                          |
| Kaibachweg 9 (Standort)                                                 | Fachwerkhaus                                            | 19. Jahrhundert | D-6-77-155-57            | weitere Bilder                                          |
| Kaplan-Höfling-Straße 16 (Standort)                                     | Grundschule                                             | Dreigeschossiger Mansardwalmdachbau mit Portalvorhalle, barockisierender Jugendstil, bezeichnet „1910/11“ | D-6-77-155-197           | weitere Bilder                                          |
| Kaplan-Höfling-Straße 16 (Standort)                                     | Grundschule                                             | Einfriedung, niedriger Mauersockel mit kugelbekrönten Pfeilern, Sandstein, um 1910 | D-6-77-155-197           | BW                                                      |
| Kellereigasse 4, Rathausgasse 7 (Standort)                              | Wohnhaus                                                | Zweigeschossiger Satteldachbau mit Gauben und vorkragendem Fachwerkobergeschoss über Erdgeschoss mit Sandsteinrahmungen, in Ecklage, 17./18. Jahrhundert | D-6-77-155-58            | weitere Bilder                                          |
| Lehmskaute 1 (Standort)                                                 | Friedhof                                                | Leichenhalle, 1859, Grabdenkmäler des 19. Jahrhunderts, in der Friedhofsmauer Grabmal von 1562, alte Halle | D-6-77-155-123           | weitere Bilder                                          |
| Lohrtorstraße 2 (Standort)                                              | Gasthof Krone                                           | Halbwalmdachhaus mit Fachwerkobergeschoss, Steinportal bezeichnet „1589“, Nebenflügel mit vorkragendem Fachwerkobergeschoss | D-6-77-155-73            | weitere Bilder                                          |
| Lohrtorstraße 8 (Standort)                                              | Wohn- und Geschäftshaus                                 | Zweigeschossiger Satteldachbau mit Aufzugserker sowie Fachwerkobergeschoss mit verschiefertem Giebel über Kellersockel in Ecklage, 1592/93 (dendrochronologisch datiert), rückwärtige Erweiterung 1717, südlicher Anbau mit Schaufenster um 1900, mit Ausstattung erste Hälfte 18. Jahrhundert                                                                            | D-6-77-155-74            | weitere Bilder                                          |
| Ludwigstraße 2 (Standort)                                               | Wohn- und Geschäftshaus                                 | Langgestreckter zweigeschossiger Walmdachbau, Sandsteinfassade und Erker mit Haubendach, in Ecklage, barockisierender Jugendstil, um 1910 | D-6-77-155-75            | Wohn- und Geschäftshaus                                 |
| Ludwigstraße 8 (Standort)                                               | Wohnhaus                                                | Zweigeschossiger Walmdachbau mit Sandsteinfassade in Ecklage, um 1870, Dachaufbau des Anbaus verändert | D-6-77-155-76            | weitere Bilder                                          |
| Ludwigstraße (Standort)                                                 | Bildstock, Heiligenhäuschen                             | Sockel mit reich gerahmter Rundbogennische und Kreuzbekrönung, Sandstein, bezeichnet „1713“, ursprünglicher Aufbau verändert | D-6-77-155-77            | weitere Bilder                                          |
| Mainkai 4 (Standort)                                                    | Wohnhaus                                                | Zweigeschossiges traufständiges Mansardwalmdachbau mit verputztem Fachwerkobergeschoss und Erdgeschoss mit geohrten Sandsteinrahmungen sowie Sandsteinfigur des heiligen Nikolaus und vermauertem Bildstockaufsatz, Barock, 18. Jahrhundert | D-6-77-155-78            | weitere Bilder                                          |
| Main; Nähe Fischergasse; Nähe Sendelbacher Straße; St 2437 (Standort)   | Mainbrücke                                              | sechsjochige flachbogige Sandsteinquaderbrücke aus Rotsandstein, 1871–1875, Wiederaufbau eines gesprengten Pfeilers mit zwei Bögen nach 1946 | D-6-77-155-315           | weitere Bilder                                          |
| Nähe Grafen-von-Rieneck-Straße, an einem Rest der Stadtmauer (Standort) | Gefallenendenkmal, für die Gefallenen des 1. Weltkriegs | Schauwand in Form eines Triptychons mit mittigem Relief 'Auferstandener Christus' und seitlichen Inschrifttafeln sowie davor stehendem Figurensockel mit totem Soldaten, Kalkstein, um 1930 | D-6-77-155-26            | Gefallenendenkmal, für die Gefallenen des 1. Weltkriegs |
| Obere Schlachthausgasse 1, 3 (Standort)                                 | Wohnhaus                                                | Zweigeschossiger traufständiger Satteldachbau mit vorkragendem und teilweise verputztem Zierfachwerkobergeschoss, bezeichnet „1587“, Teilaufstockung 18./19. Jahrhundert, Erdgeschoss verändert | D-6-77-155-86            | weitere Bilder                                          |
| Ottenhofstraße 12, Brunnengasse 6 (Standort)                            | Zweigeschossiges Fachwerkhaus in Ecklage                | 17./18. Jahrhundert | D-6-77-155-189           | weitere Bilder                                          |
| Ottenhofstraße 15 (Standort)                                            | Wohnhaus                                                | Zweigeschossiger giebelständiger Satteldachbau mit traufseitigem Anbau und verputztem Fachwerkobergeschoss, 17./18. Jahrhundert, Anbau bezeichnet „1697“, verändert | D-6-77-155-89            | weitere Bilder                                          |
| Ottenhofstraße 21 ()                                                    | Hausfigur                                               | 18. Jahrhundert | D-6-77-155-91            |                                                         |
| Rathausgasse 7 (Standort)                                               | Wohnhaus                                                | Zweigeschossiger Satteldachbau mit Zierfachwerkobergeschoss und Sandsteinpilastergliederung im Erdgeschoss in Ecklage, 17. Jahrhundert, Erdgeschossumbau 18. Jahrhundert | D-6-77-155-92            | weitere Bilder                                          |
| Rechtenbacher Straße 29 (Standort)                                      | Ehemalige Papiermühle                                   | Zweigeschossiger Fachwerkbau mit Krüppelwalmdach über hohem Kellergeschoss sowie massiver zweigeschossiger Satteldachanbau in Ecklage, um 1600, Anbau 18./19. Jahrhundert | D-6-77-155-93            | weitere Bilder                                          |
| Nähe Rodenbacher Straße (Standort)                                      | Kreuzigungsgruppe                                       | Inschriftsockel mit Kruzifix und Assistenzfiguren, Sandstein, Barock, bezeichnet wohl „1700“, erneuert | D-6-77-155-95            | weitere Bilder                                          |
| Rodenbacher Straße 28 (Standort)                                        | Aloysianum, ehemalige Internatsschule für Knaben        | Lang gestreckte barockisierende Anlage zu drei Geschossen mit Satteldach und drei Querbauten mit Mansarddächern, Anstaltskirche mit eingezogenem Chor, Dachreiter mit Zwiebelhaube, bezeichnet „1911“, mit Ausstattung Freiflächenanlage und Einfriedung | D-6-77-155-96            | weitere Bilder                                          |
| Lichter Wald; Ruppertshüttener Graben ()                                | Bildstock                                               | 1697; nicht nachqualifiziert, im Bayerischen Denkmal-Atlas nicht kartiert | D-6-77-155-97            |                                                         |
| Schloßplatz 1 (Standort)                                                | Schloss                                                 | Langgestreckter dreigeschossiger Bau mit Sattel-, Zerch-, Krüppelwalm und Walmdächern sowie vorspringendem Mittelbau mit runden Ecktürmen und Schiefer-Zeltdächern, Putzmauerwerk mit Sandsteinrahmungen und teilweise mit Fachwerkobergeschossen, gotischer Kern 14. Jh., renaissancezeitliche Umbauten bez. 1561 / 1570 / 1595; mit Ausstattung (Geschütztes Kulturgut) | D-6-77-155-98            | weitere Bilder                                          |
| Schloßplatz 1 (Standort)                                                | Bogenbrücke                                             | mit Pfeilertor und Grabenmauern, 18. Jh., im Kern älter, erneuert | D-6-77-155-98            | weitere Bilder                                          |
| Schloßplatz 2 (Standort)                                                | Ehemaliges kurmainzisches Forsthaus                     | Breitgelagerter zweigeschossiger Halbwalmdachbau, mit Sandsteingliederungen, im Kern 17. Jahrhundert, Umbau 19. Jahrhundert | D-6-77-155-99            | weitere Bilder                                          |
| Schloßplatz 5 (Standort)                                                | Ehemalige Küfnerei, später Zehntscheune                 | Freistehender zweigeschossiger Satteldachbau mit Fachwerkobergeschoss, großer Weinkeller, 1415 (dendrochronologisch datiert) | D-6-77-155-100           | weitere Bilder                                          |
| Stadtmühlgasse 5 (Standort)                                             | Heiligenfigur                                           | Hausfigur des heiligen Michael, bemaltes Holz, 18. Jahrhundert | D-6-77-155-104           | weitere Bilder                                          |
| Stadtmühlgasse 13 (Standort)                                            | Ehemalige Mühle                                         | Wohnhaus, zweigeschossiger Walmdachbau mit Satteldachanbau und Zierfachwerkobergeschoss in Ecklage, Erdgeschoss mit Sandsteinrahmungen und Wappenrelief, Tür bez. 1750, Umbau bez. 1854 | D-6-77-155-106           | weitere Bilder                                          |
| Stadtmühlgasse 13 (Standort)                                            | Ehemalige Mühle                                         | Scheune, hoher Bruchsteinbau mit Halbwalmdach, 18. Jh. | D-6-77-155-106 zugehörig | weitere Bilder                                          |
| Stadtmühlgasse 13 (Standort)                                            | Ehemalige Mühle                                         | Hoftor, Holzkonstruktion mit Satteldach, 18./19. Jh. | D-6-77-155-106 zugehörig | weitere Bilder                                          |
| Steinmühlgasse 3, 5, 7 (Standort)                                       | Ehemalige Mühle, sogenannte Steinmühle                  | Langgestreckter zweigeschossiger Halbwalmdachbau, im Kern bezeichnet „1690“, Umbau 18./19. Jahrhundert | D-6-77-155-190           | weitere Bilder                                          |
| Turmstraße 1 (Standort)                                                 | Wohnhaus                                                | Langgestrecktes und dreistöckiges Halbwalmdachhaus mit vorkragenden Zierfachwerkobergeschossen in Ecklage, rückwärtiger Flügel verputzt, bezeichnet „1590“, Erdgeschoss verändert | D-6-77-155-108           | weitere Bilder                                          |
| Turmstraße 3 (Standort)                                                 | Wohnhaus                                                | Dreigeschossiges giebelständiges Halbwalmdachhaus mit Zierfachwerkobergeschossen, im Kern 17. Jahrhundert, Erdgeschoss verändert | D-6-77-155-109           | weitere Bilder                                          |
| Turmstraße 5 (Standort)                                                 | Wohnhaus                                                | Zweigeschossiger giebelständiger Krüppelwalmdachbau mit Fachwerkobergeschoss, 18. Jahrhundert, Erdgeschoss verändert | D-6-77-155-110           | weitere Bilder                                          |
| Untere Schlachthausgasse 10 (Standort)                                  | Wohnhaus                                                | Zweigeschossiger Satteldachbau mit teilweise freigelegtem Fachwerk in Ecklage, 18. Jahrhundert, Erdgeschoss verändert | D-6-77-155-113           | weitere Bilder                                          |
| Untere Schloßgasse 1, 3 (Standort)                                      | Wohnhaus                                                | Zweigeschossiges und teilweise verputztes Zierfachwerkhaus mit giebelständigem Satteldach sowie überbautem Kellerhals unter Säulenkonstruktion, bezeichnet „1698“ | D-6-77-155-114           | weitere Bilder                                          |
| Vorstadtstraße 27 (Standort)                                            | Wegkapelle                                              | Kleiner Rechteckbau mit Dreiseitschluss und geschweiftem Satteldach sowie säulengerahmtem Eingang, 1757 | D-6-77-155-121           | Wegkapelle                                              |
| Weisenau, im Garten des Altenheims (Standort)                           | Zwei Bildstöcke                                         | | D-6-77-155-122           | weitere Bilder                                          |
| Wombacher Straße (Standort)                                             | Bildstock                                               | Inschriftpfeiler mit Fasen und Ritzzeichnung Heiliger Michael(?) sowie Satteldach-Nischenaufsatz, monolithischer Sandstein in Findling eingelassen, gotisch, bezeichnet „1400“ | D-6-77-155-181           | BW                                                      |
| Wombacher Straße ()                                                     | Bildstock                                               | breite Sockelplatte mit Postament und hohem Pfeiler mit Inschriftkartusche sowie Satteldachaufsatz mit qualitätvollem Relief 'Ecce homo', Sandstein, Spätrenaissance, bez. 1619 | D-6-77-155-224           |                                                         |
| Steigwiesen (Standort)                                                  | Bildstock                                               | 1750, Grenzstein, 18. Jahrhundert, unterhalb Rexroth-Schlösschen | D-6-77-155-117           | Bildstock                                               |

### Bezirkskrankenhaus
Das heutige Bezirkskrankenhaus (Lage) wurde als Unterfränkische Heil- und Pflegeanstalt 1910–12 nach Plänen von Fritz Gablonsky mit Erweiterungen bis 1931 im Neobarock und Heimatstil angelegt. Es handelt sich um eine weitläufige Anlage im Pavillonsystem in parkartig gestaltetem Gelände. Die Gebäude sind verputzt mit Sandsteingliederungen zum Teil in platzartiger Anordnung. Die Anlage umfasst die Gebäude Am Sommerberg Nr. 1–14, 21–39, 41–46. Die Aktennummer lautet D-6-77-155-198.
- Krankengebäude (Gebäude 1), zweigeschossiger Walmdachbau mit Veranda auf L-förmigem Grundriss
- Krankengebäude (Gebäude 2), zweigeschossiger Walmdachbau mit Veranda, Loggien und Balkonen
- Krankengebäude (Gebäude 3), zweigeschossiger Walmdachbau, Treppenturm mit Zwiebelhaube, anschließender eingeschossiger Walmdachflügel mit Veranda
- Krankengebäude (Gebäude 4), zweigeschossiger Walmdachbau, Treppenturm mit Zwiebelhaube, eingeschossiger Flügelanbau mit Loggia
- Krankengebäude (Gebäude 5), zweigeschossiger Walmdachbau mit Risaliten und dazwischen Loggien
- Krankengebäude (Gebäude 6), zweigeschossiger Walmdachbau mit Risaliten und dazwischen Loggien, anschließend zweigeschossiges Geviert mit Walmdächern
- Krankengebäude (Gebäude 7), zweigeschossiger Walmdachbau mit Risaliten
- Krankengebäude (Gebäude 8), zweigeschossiger Walmdachbau mit Risaliten und dazwischen Loggien, mit L-förmigem Flügel
- Krankengebäude (Gebäude 9), zweigeschossiger Walmdachbau mit Risaliten und dazwischen Loggien
- Krankengebäude (Gebäude 10), zweigeschossiger Walmdachbau mit Risaliten und dazwischen Loggien
- Krankengebäude (Gebäude 11), zweigeschossiger Walmdachbau auf L-förmigem Grundriss mit Risaliten
- Krankengebäude (Gebäude 12), zweigeschossiger Walmdachbau mit Risaliten und dazwischen Loggien
- Krankengebäude (Gebäude 13), langgestreckter eingeschossiger Walmdachbau mit Dachreitern und Loggia mit Freitreppen
- Krankengebäude (Gebäude 14), langgestreckter eingeschossiger Walmdachbau mit Pyramidendach-Dachreitern und Loggia mit Freitreppen
- Verwaltungsgebäude (Gebäude 21), zweigeschossiger Mansardwalmdachbau mit eingeschossigen Walmdachanbauten, Fassade mit Kolossalgliederung und Portal
- Wäscherei und Küchenbau (Gebäude 22 und 23), langgestreckter zweigeschossiger Walmdachbau mit zwei Treppentürmen mit Zwiebelhauben, rückwärtig eingeschossige Anbauten mit Mansardwalmdach und Dachreitern mit Zwiebelhauben
- Ehemaliges Maschinenhaus und Werkstattbau (Gebäude 24 und 29), breiter ein- und zweigeschossiger Walmdachbau mit unterschiedlichen Annexen
- Anstaltskirche Sankt Elisabeth und Festsaal (Gebäude 25 und 26), Zweiflügelanlage, Kirche mit eingezogenem Rechteckchor und Dachreiter, quer anschließender Saalbau mit Walmdach, zugehörig Gefallenendenkmal und Kruzifix am Chor
- Friedhofskapelle (Gebäude 27), eingeschossiger ovaler Bau mit Kegeldach und Säulenvorhalle, anschließend eingeschossiger Satteldachbau, zugehöriger Friedhof
- Werkfeuerwehr (Gebäude 28 und 37), zweigeschossiger Walmdachbau mit eingeschossigem Anbau und Schlauchturm mit Pyramidendach
- Gärtnerei (Gebäude 30), eingeschossiges Gärtnerhaus mit Walmdach auf winkelförmigem Grundriss, zugehörig eingeschossiges Nebengebäude mit Walmdach und Kellergebäude mit Satteldach
- Gutshof (Gebäude 31), zweigeschossiges zweiflügeliges Gutshaus mit Walmdach, zugehörige eingeschossige Nebengebäude mit Walmdächern sowie Scheune mit Halbwalmdach und Rampe, Brunnen auf gepflasterter Hoffläche
- Krankengebäude (Gebäude 32), zweigeschossiger Mansardwalmdachbau über quadratischem Grundriss
- Krankengebäude (Gebäude 33), zweigeschossiger Walmdachbau
- Beamtenwohnhaus (Gebäude 34), zweigeschossiger Walmdachbau mit barockisierender Sandsteingliederung und Sankt-Georgs-Relief
- Beamtenwohnhaus (Gebäude 35), zweigeschossiger Walmdachbau mit barockisierender Sandsteingliederung und Äskulap-Relief
- Beamtenwohnhaus (Gebäude 36), zweigeschossiger barockisierender Mansardwalmdachbau mit übergiebeltem Mittelrisalit und Eckpilastern
- Doppelhaus (Gebäude 38), eingeschossiges Mansard-Halbwalmdachbau mit Querdach und Übereckfenster, zugehörig eingeschossiges Sandstein-Nebengebäude mit Walmdach
- Doppelhaus (Gebäude 39), eingeschossiger Mansard-Halbwalmdachbau mit Querdach, zugehörig eingeschossiges Sandstein-Nebengebäude mit Walmdach
- Reihenhaus (Gebäude 41), eingeschossiger Satteldachbau mit langer Schleppgaupe und Kragsteinen am Giebelfuß
- Reihenhaus (Gebäude 42), eingeschossiger Satteldachbau mit langer Schleppgaupe und teilverschindeltem Giebel
- Wohnhaus (Gebäude 43), zweigeschossiger Walmdachbau mit halbrundem Treppenhausturm
- Lagerhaus (Gebäude 44), langgestreckter Halbwalmdachbau mit Rundbogenöffnungen
- Wohnhaus (Gebäude 45), langgestreckter zweigeschossiger Walmdachbau
- Wohnhaus (Haus 46), zweigeschossiger Walmdachbau, Einfriedungen in unterschiedlichen Mauer- und Zaunkonstruktionen

### Halsbach
| Lage                          | Objekt                                                   | Beschreibung | Akten-Nr.      | Bild |
| ----------------------------- | -------------------------------------------------------- | --- | -------------- | ---- |
| Dorfstraße (Standort)         | Bildstock                                                | Niedriger Tischsockel mit Pfeiler und kreuzbekröntem zweiseitig reliefiertem Volutenaufsatz Madonna/Pietà, Sandstein, bezeichnet „1713“, Pfeiler erneuert                                                      | D-6-77-155-127 | BW   |
| Dorfstraße 28 (Standort)      | Heiligenhäuschen                                         | 18./19. Jahrhundert | D-6-77-155-126 | BW   |
| Dorfstraße 30 (Standort)      | Kellerpforte                                             | 1541 | D-6-77-155-128 | BW   |
| Klinge, Röthe (Standort)      | Feldkreuz                                                | Inschriftsockel mit Kruzifix, Sandstein, bezeichnet „1869“, Korpus neu | D-6-77-155-130 | BW   |
| Saupfad, Talwiesen (Standort) | Gedenkstein für den tödlich verunglückten Andreas Walthe | Kunststein, bezeichnet „1936“ | D-6-77-155-131 | BW   |
| Nähe Dorfstraße (Standort)    | Ehemalige katholische Filialkirche Mariä Himmelfahrt     | Saalkirche mit eingezogenem Dreiseitchor und Satteldach sowie Giebelreiter mit kurzem Spitzhelm, Putzmauerwerk mit Sandsteinrahmungen, bezeichnet „1727“, Kirchhofmauer, Bruchstein, 18. Jahrhundert, erneuert | D-6-77-155-125 | BW   |
| Nähe Dorfstraße (Standort)    | Katholische Filialkirche Sankt Michael                   | Satteldachbau mit eingezogenem Rechteckchor und wuchtigem Chorflankenturm mit Satteldach, unverputztes Sandsteinmauerwerk, Konservative Moderne, 1953, mit Ausstattung der alten Kirche                        | D-6-77-155-124 | BW   |

### Mariabuchen
| Lage                                                   | Objekt            | Beschreibung | Akten-Nr.      | Bild           |
| ------------------------------------------------------ | ----------------- | --- | -------------- | -------------- |
| Buchenschläge (Standort)                               | Jagdhütte         | Kleiner Fachwerkbau über Sandsteinsockel mit Satteldach und Loggia, Stangenholz mit Borkenverkleidung, 1891 | D-6-77-155-196 | Jagdhütte      |
| Mariabuchen (Standort)                                 | Kreuzigungsgruppe | Vierteilige Figurengruppe mit Kruzifix, zwei Assistenzfiguren und Figur der heiligen Maria Magdalena, Sandstein, Barock, erste Hälfte 18. Jahrhundert | D-6-77-155-133 | weitere Bilder |
| Mariabuchen (Standort)                                 | Brunnen           | Gemauerte und verputzte Brunnennische mit eingestellter Figur der Pietà über Brunnenschale, Sandstein, Figur von Schlegelmünch, neobarock, 1928 | D-6-77-155-134 | weitere Bilder |
| Mariabuchen 1 a, Mariabuchen 1, Mariabuchen (Standort) | Wallfahrtskirche  | Saalkirche mit geschweifter Blendgiebelfassade und eingezogenem Dreiseitchor sowie Chorflankenturm mit Zwiebelhaube und Laterne, barock, Christoph Nemlich, 1692–1701, mit Ausstattung Klostermauer, 18. Jahrhundert Terrassengarten mit alter Wegeführung, 18. Jahrhundert | D-6-77-155-132 | weitere Bilder |
| Ruhäcker (Standort)                                    | Bildstock         | Sockel mit kurzer gebauchter Säule und rundbogigem Flachnischenaufsatz, Sandstein, bezeichnet „1696“ | D-6-77-155-156 | weitere Bilder |

### Pflochsbach
| Lage                                                | Objekt                                | Beschreibung | Akten-Nr.      | Bild                                  |
| --------------------------------------------------- | ------------------------------------- | --- | -------------- | ------------------------------------- |
| Pfarrhofstraße 2, Sankt-Jakobus-Straße 1 (Standort) | Pfarrhof                              | Pfarrhaus, zweigeschossiger Halbwalmdachbau mit geohrten Sandsteinrahmungen, erstes Viertel 18. Jahrhundert Scheune, massiver Halbwalmdachbau, 18. Jahrhundert Nebengebäude, schmaler Satteldachbau, 18./19. Jahrhundert Hofmauer und rundbogiges Hoftor mit rundbogiger Pforte, bezeichnet „1712“ | D-6-77-155-136 | BW                                    |
| Pflochsbacher Straße 18 (Standort)                  | Wohnhaus                              | Zweigeschossiger traufständiger Halbwalmdachbau, Putzmauerwerk mit rundbogiger Tordurchfahrt und Maskenschlussstein, um 1700, Umbau 19. Jahrhundert, Dachaufbau verändert | D-6-77-155-137 | BW                                    |
| Sankt-Jakobus-Straße 2 (Standort)                   | Katholische Pfarrkirche Sankt Jakobus | Chorturmkirche mit Satteldach sowie quadratischem Chorturm mit Eckstrebepfeilern und hohem Spitzhelm, im Kern romanischer Chor um 1200, nachgotischer Turmaufbau bezeichnet „1614“, Langhaus 1839 von Johann Schönmann, mit Ausstattung                                                            | D-6-77-155-135 | Katholische Pfarrkirche Sankt Jakobus |
| Sankt-Jakobus-Straße 2 (Standort)                   | Friedhofskreuz                        | Sockel mit Inschrifttafel und Kruzifix, Sandstein und Marmor, bezeichnet „1892“ | D-6-77-155-135 | BW                                    |

### Rodenbach
| Lage                              | Objekt                                                      | Beschreibung | Akten-Nr.      | Bild           |
| --------------------------------- | ----------------------------------------------------------- | --- | -------------- | -------------- |
| Gutshofweg 4 (Standort)           | Schloss Rodenbach (Ehemaliges Dalberg-Erthal’sches Schloss) | Zweigeschossiger Walmdachbau mit wappengeschmücktem Portal über dreiseitiger Freitreppe sowie Altan mit Balustrade, barock, 1731, Umbau 19. Jahrhundert                                                                       | D-6-77-155-138 | weitere Bilder |
| Rodenbacher Straße 101 (Standort) | Katholische Pfarrkirche Sankt Rochus                        | Saalkirche mit Satteldach und eingezogenem Dreiseitchor sowie Chorreiter mit fein gegliedertem Haubendach, Putzmauerwerk mit Sandsteingliederungen, barock, bezeichnet „1738“, mit Ausstattung (zum Teil in der neuen Kirche) | D-6-77-155-139 | weitere Bilder |
| Rodenbacher Straße 101 (Standort) | Bildstock                                                   | Inschriftsockel mit Säule und rundbogigem volutengeschmücktem Flachnischenaufsatz, Sandstein, bezeichnet „1719“ | D-6-77-155-140 | weitere Bilder |
| Rodenbacher Straße 121 (Standort) | Wohnhaus                                                    | Zweigeschossiger Satteldachbau mit Fachwerkobergeschoss und straßenprägendem Giebel, bezeichnet „1744“, Erdgeschossumbau erste Hälfte 20. Jahrhundert                                                                         | D-6-77-155-141 | weitere Bilder |
| Rodenbacher Straße 127 (Standort) | Pfarrhaus                                                   | Zweieinhalbgeschossiger Walmdachbau mit Kellersockel und unverputzter Hausteinfassade mit Sandsteingliederungen, klassizistisch, 1830                                                                                         | D-6-77-155-142 | weitere Bilder |
| Rodenbacher Straße 127 (Standort) | Nebengebäude                                                | Eingeschossiger Satteldachbau mit unverputzter Hausteinfassade und Lunettenfenstern, klassizistisch, um 1830 | D-6-77-155-142 | weitere Bilder |
| Rodenbacher Straße 127 (Standort) | Hofmauer                                                    | Bruchstein, um 1830 | D-6-77-155-142 | BW             |

### Ruppertshütten
| Lage                                                                   | Objekt                                   | Beschreibung | Akten-Nr.      | Bild |
| ---------------------------------------------------------------------- | ---------------------------------------- | --- | -------------- | ---- |
| Sindersbachstraße 1 (Standort)                                         | Zweigeschossiges Wohnhaus                | Mit Krüppelwalmdach, Fachwerk verputzt und verschindelt, erste Hälfte 19. Jahrhundert | D-6-77-155-192 | BW   |
| Sindersbachstraße 15 (Standort)                                        | Katholische Kuratiekirche Sankt Wendelin | Saalkirche mit Satteldach und eingezogenem 5/8-Chor sowie Chorflankenturm mit Spitzhelm, Sandsteinquaderfassade mit Portalvorbau und Strebepfeilern am Chor, neugotisch, 1874, mit Ausstattung | D-6-77-155-143 | BW   |
| Nähe Forsthausstraße, Lohrhaupter Berg, Abteilung Vorderer Schnabel () | Steinkreuz                               | 1900; nicht nachqualifiziert, im Bayerischen Denkmal-Atlas nicht kartiert | D-6-77-155-144 |      |

### Sackenbach
| Lage                          | Objekt                   | Beschreibung | Akten-Nr.      | Bild           |
| ----------------------------- | ------------------------ | --- | -------------- | -------------- |
| Alter Kirchplatz 2 (Standort) | Portal                   | Rundbogiger Kellereingang mit Wappen auf dem Keilstein, Sandstein, Rokoko, bezeichnet „1746“ | D-6-77-155-146 | BW             |
| Am Lohrer Weg (Standort)      | Bildstock                | Stufensockel mit geböschtem Pfeiler und Aufsatz 'Kruzifix mit Strahlenkranz', Sandstein, 18. Jahrhundert, Pfeilerschaft erneuert | D-6-77-155-194 | BW             |
| Spessartstraße 19 (Standort)  | Katholische Filialkirche | Saalkirche mit eingezogenem Rundchor und Satteldach sowie halb vortretendem Fassadenturm mit Zwiebelhaube und Laterne, unverputztes Sandsteinmauerwerk, neobarock, 1928, mit Ausstattung Zugehörige Einfriedung, Sandsteinpfeiler mit Kugelbekrönungen und Lattenzaun, nach 1928 | D-6-77-155-145 | weitere Bilder |

### Sendelbach
| Lage                                                  | Objekt                                          | Beschreibung | Akten-Nr.      | Bild                                            |
| ----------------------------------------------------- | ----------------------------------------------- | --- | -------------- | ----------------------------------------------- |
| Raingraben (Standort)                                 | Sühnekreuz                                      | Sandstein, wohl spätmittelalterlich | D-6-77-155-150 | BW                                              |
| Ruhäcker (Standort)                                   | Bildstock                                       | Pietà, rechteckiger Schaft aus Rotsandstein mit nachgotischem Maßwerk, späten 19. Jh., geschlossener Aufsatz mit verglaster Öffnung und farbig gefasster Pietà, Holz, 18. Jh. | D-6-77-155-317 | Bildstock                                       |
| Nähe Sendelbacher Straße (Standort)                   | Friedhof                                        | Mit Grabmälern des 19. und frühen 20. Jahrhunderts | D-6-77-155-151 | weitere Bilder                                  |
| Nähe Sendelbacher Straße (Standort)                   | Friedhofsmauer                                  | Hausteinmauer und zwei Sandsteintorpfeiler mit Kreuzdachabschluss, Sandstein, Ende 19. Jahrhundert                                                                            | D-6-77-155-151 | weitere Bilder                                  |
| Nähe Sendelbacher Straße (Standort)                   | Friedhofskreuz                                  | Inschriftsockel mit Kruzifix, Sandstein und Kalkstein, bezeichnet „1885“ | D-6-77-155-151 | weitere Bilder                                  |
| Talschläge, Wallfahrtsweg nach Mariabuchen (Standort) | Bildstock                                       | Sockel und Postament mit segmentbogigem Flachnischenaufsatz sowie Relief Mariä Verkündigung, Sandstein und bemalter Kalkstein, bezeichnet „1900“                              | D-6-77-155-158 | Bildstock                                       |
| Steinbruchschläge, Wallfahrtsweg nach Mariabuchen ()  | Bildstock                                       | 1895; nicht nachqualifiziert, im Bayerischen Denkmal-Atlas nicht kartiert | D-6-77-155-159 |                                                 |
| Buchenweg, Talschläge (Standort)                      | Bildstock                                       | Inschriftpostament und Säule mit rundem medaillonförmigem Reliefaufsatz Kreuzschlepper, Sandstein, bezeichnet „1700“, Renovierung bezeichnet „1940“                           | D-6-77-155-157 | Bildstock                                       |
| Brunnengäßchen, Nähe Sendelbacher Straße (Standort)   | Brunnenhäuschen                                 | 18. Jahrhundert | D-6-77-155-149 | weitere Bilder                                  |
| Nähe Ostlandstraße (Standort)                         | Bildstock                                       | Pfeiler mit rundbogigem Flachnischenaufsatz und bekrönendem Kreuzrelief, Sandstein, 1742                                                                                      | D-6-77-155-153 | Bildstock                                       |
| (Standort)                                            | Guldenstein                                     | Im städtischen Bauhof aufbewahrt; nicht nachqualifiziert, im Bayerischen Denkmal-Atlas nicht kartiert                                                                         | D-6-77-155-161 | BW                                              |
| Untere Auäcker (Standort)                             | Bildstock                                       | Gemauerter Stipes mit rundbogigem Nischenaufsatz, Sandstein, Ende 18./Anfang 19. Jahrhundert, Stipes erneuert                                                                 | D-6-77-155-154 | BW                                              |
| Hirtenschlag (Standort)                               | Bildstock                                       | Pfeiler mit Satteldach-Nischenaufsatz, Sandstein, 1885 | D-6-77-155-155 | Bildstock                                       |
| Hirtenschlag (Standort)                               | Kreuzweg                                        | 1. von 14 gemauerten Satteldach-Bildhäuschen mit Spitzbogennischen und eingestellten Kreuzwegreliefs, Sandstein und Gusseisen, neugotisch, um 1900                            | D-6-77-155-160 | Kreuzweg                                        |
| Hirtenschlag (Standort)                               | Kreuzweg                                        | 2. von 14 gemauerten Satteldach-Bildhäuschen mit Spitzbogennischen und eingestellten Kreuzwegreliefs, Sandstein und Gusseisen, neugotisch, um 1900                            | D-6-77-155-160 | Kreuzweg                                        |
| Hirtenschlag (Standort)                               | Kreuzweg                                        | 3. von 14 gemauerten Satteldach-Bildhäuschen mit Spitzbogennischen und eingestellten Kreuzwegreliefs, Sandstein und Gusseisen, neugotisch, um 1900                            | D-6-77-155-160 | Kreuzweg                                        |
| Hirtenschlag (Standort)                               | Kreuzweg                                        | 4. von 14 gemauerten Satteldach-Bildhäuschen mit Spitzbogennischen und eingestellten Kreuzwegreliefs, Sandstein und Gusseisen, neugotisch, um 1900                            | D-6-77-155-160 | Kreuzweg                                        |
| Hirtenschlag (Standort)                               | Kreuzweg                                        | 5. von 14 gemauerten Satteldach-Bildhäuschen mit Spitzbogennischen und eingestellten Kreuzwegreliefs, Sandstein und Gusseisen, neugotisch, um 1900                            | D-6-77-155-160 | Kreuzweg                                        |
| Hirtenschlag (Standort)                               | Kreuzweg                                        | 6. von 14 gemauerten Satteldach-Bildhäuschen mit Spitzbogennischen und eingestellten Kreuzwegreliefs, Sandstein und Gusseisen, neugotisch, um 1900                            | D-6-77-155-160 | Kreuzweg                                        |
| Hirtenschlag (Standort)                               | Kreuzweg                                        | 7. von 14 gemauerten Satteldach-Bildhäuschen mit Spitzbogennischen und eingestellten Kreuzwegreliefs, Sandstein und Gusseisen, neugotisch, um 1900                            | D-6-77-155-160 | Kreuzweg                                        |
| Hirtenschlag (Standort)                               | Kreuzweg                                        | 8. von 14 gemauerten Satteldach-Bildhäuschen mit Spitzbogennischen und eingestellten Kreuzwegreliefs, Sandstein und Gusseisen, neugotisch, um 1900                            | D-6-77-155-160 | Kreuzweg                                        |
| Hirtenschlag (Standort)                               | Kreuzweg                                        | 9. von 14 gemauerten Satteldach-Bildhäuschen mit Spitzbogennischen und eingestellten Kreuzwegreliefs, Sandstein und Gusseisen, neugotisch, um 1900                            | D-6-77-155-160 | Kreuzweg                                        |
| Hirtenschlag (Standort)                               | Kreuzweg                                        | 10. von 14 gemauerten Satteldach-Bildhäuschen mit Spitzbogennischen und eingestellten Kreuzwegreliefs, Sandstein und Gusseisen, neugotisch, um 1900                           | D-6-77-155-160 | Kreuzweg                                        |
| Hirtenschlag (Standort)                               | Kreuzweg                                        | 11. von 14 gemauerten Satteldach-Bildhäuschen mit Spitzbogennischen und eingestellten Kreuzwegreliefs, Sandstein und Gusseisen, neugotisch, um 1900                           | D-6-77-155-160 | Kreuzweg                                        |
| Hirtenschlag (Standort)                               | Kreuzweg                                        | 12. von 14 gemauerten Satteldach-Bildhäuschen mit Spitzbogennischen und eingestellten Kreuzwegreliefs, Sandstein und Gusseisen, neugotisch, um 1900                           | D-6-77-155-160 | Kreuzweg                                        |
| Hirtenschlag (Standort)                               | Kreuzweg                                        | 13. von 14 gemauerten Satteldach-Bildhäuschen mit Spitzbogennischen und eingestellten Kreuzwegreliefs, Sandstein und Gusseisen, neugotisch, um 1900                           | D-6-77-155-160 | Kreuzweg                                        |
| Hirtenschlag (Standort)                               | Kreuzweg                                        | 14. von 14 gemauerten Satteldach-Bildhäuschen mit Spitzbogennischen und eingestellten Kreuzwegreliefs, Sandstein und Gusseisen, neugotisch, um 1900                           | D-6-77-155-160 | Kreuzweg                                        |
| Sendelbacher Straße 15 (Standort)                     | Bildstock                                       | Pfeiler mit Fasen und vierseitigem Reliefaufsatz Kruzifix, Sandstein, wohl 17. Jahrhundert, als Türstock vermauert                                                            | D-6-77-155-147 | BW                                              |
| Sendelbacher Straße 33 (Standort)                     | Madonnenfigur, sogenannte Madonna in der Traufe | nicht nachqualifiziert, im Bayerischen Denkmal-Atlas nicht kartiert | D-6-77-155-148 | Madonnenfigur, sogenannte Madonna in der Traufe |
| Untere Auäcker (Standort)                             | Bildstock                                       | Postament mit Säule und rundbogigem Flachnischenaufsatz mit Kreuzbekrönung, Sandstein, bezeichnet „1697“                                                                      | D-6-77-155-152 | BW                                              |

### Steinbach
| Lage                                                                            | Objekt                                            | Beschreibung | Akten-Nr.      | Bild           |
| ------------------------------------------------------------------------------- | ------------------------------------------------- | --- | -------------- | -------------- |
| Buchentalstraße 19 (Standort)                                                   | Bildstock                                         | Tabernakelbildstock mit Reliefsockel Heiliger Andreas sowie Tonnendach-Aufsatz mit Reliefretabel Madonna im Strahlenkranz, Sandstein, bezeichnet „1754“                                                                                              | D-6-77-155-177 | BW             |
| Buchentalstraße 21 (Standort)                                                   | Bildstockaufsatz                                  | Rundbogiger Flachnischenaufsatz mit umlaufender Inschrift und Kreuzbekrönung, Sandstein, um 1750, vermauert in Hauswand | D-6-77-155-180 | BW             |
| Mainfahrtschläge, Straße nach Mariabuchen ()                                    | Bildstock                                         | Um 1700; nicht nachqualifiziert, im Bayerischen Denkmal-Atlas nicht kartiert | D-6-77-155-178 |                |
| Hofgartenstraße 3 (Standort)                                                    | Wohnhaus                                          | Eingeschossiges verputztes Zierfachwerkhaus mit giebelständigem Satteldach über hohem Kellersockel mit geschnitztem Gehäuse für Hausmadonna und überdachter Freitreppe, bezeichnet „1774“                                                            | D-6-77-155-163 | BW             |
| Hofgartenstraße 4 (Standort)                                                    | Bildstock                                         | Inschriftsockel mit Flachtonnendach-Nischenaufsatz, Sandstein, bezeichnet „1785“ | D-6-77-155-164 | BW             |
| Buchentalstraße (Standort)                                                      | Kruzifix                                          | Geschnitztes Kreuz mit bemaltem Corpus, Holz, bezeichnet „1850“ | D-6-77-155-179 | BW             |
| St 2435 (Standort)                                                              | Friedhofskreuz                                    | Inschriftsockel mit Kruzifix, Sandstein, bezeichnet „1823“ | D-6-77-155-176 | BW             |
| Steinbacher Straße 1 (Standort)                                                 | Neues Schloss                                     | Mansarddachbau mit pavillonartigen, kurzen Seitenflügeln, 1725–26 von Joseph Greissing, nach Kriegszerstörung Wiederaufbau | D-6-77-155-165 | weitere Bilder |
| Steinbacher Straße 1 (Standort)                                                 | Neues Schloss, Schlossmauer                       | Mit Portal des 16. Jahrhunderts | D-6-77-155-165 | weitere Bilder |
| Steinbacher Straße 1 (Standort)                                                 | Neues Schloss, Brunnen im Schlosshof              | Um 1728 | D-6-77-155-165 | weitere Bilder |
| Steinbacher Straße 1 (Standort)                                                 | Neues Schloss, Schlosspark                        | | D-6-77-155-165 | BW             |
| Steinbacher Straße 3, Steinbacher Straße 3 a (Standort)                         | Sogenanntes altes Schloss                         | Langgestreckter zweigeschossiger Flügel des alten Schlosses mit Walmdach und rundem Treppenturm mit Kegeldach, Putzfassade mit geohrten Sandsteinrahmungen und Portalrahmung mit Muschelaufsatz, bezeichnet „1589“, Veränderungen im 18. Jahrhundert | D-6-77-155-166 | weitere Bilder |
| Steinbacher Straße 7, Steinbacher Straße 7 a (Standort)                         | Sogenanntes altes Schloss                         | Scheune, langer Satteldachbau mit Rundbogentoren, 17./18. Jahrhundert | D-6-77-155-166 | weitere Bilder |
| Steinbacher Straße 5, Steinbacher Straße 5 a, Steinbacher Straße 5 b (Standort) | Sogenanntes altes Schloss                         | Nebengebäude, eingeschossiger Satteldachbau mit Fachwerkdrempel, Ende 19. Jahrhundert | D-6-77-155-166 | BW             |
| Steinbacher Straße 7 a (Standort)                                               | Sogenanntes altes Schloss                         | Hofmauer mit wappengeschmücktem Rundbogentor, bezeichnet „1629“ | D-6-77-155-166 | weitere Bilder |
| Steinbacher Straße 12 (Standort)                                                | Wohnhaus                                          | Eingeschossiges verputztes Zierfachwerkhaus mit giebelständigem Satteldach, bezeichnet „1769“ | D-6-77-155-167 | weitere Bilder |
| Steinbacher Straße 14 (Standort)                                                | Gasthof Adler                                     | Zweigeschossiger traufständiger Halbwalmdachbau mit Zierfachwerkobergeschoss über Kellersockel sowie schmiedeeisernem Ausleger, frühes 19. Jahrhundert                                                                                               | D-6-77-155-168 | weitere Bilder |
| Steinbacher Straße 16 (Standort)                                                | Katholische Pfarrkirche Sankt Josef der Bräutigam | Saalkirche mit eingezogenem Dreiseitchor und bewegter Turmfassade mit Haubendach, Putzmauerwerk mit Sandsteingliederung, barock, Joseph Greising 1719–21, mit Ausstattung. (Geschütztes Kulturgut)                                                   | D-6-77-155-169 | weitere Bilder |
| Steinbacher Straße 18, Steinbacher Straße 20 (Standort)                         | Ehemaliges Pfarr- und Schulhaus                   | Zweigeschossiger Walmdachbau mit geohrten Fensterrahmungen in Ecklage, 1725 | D-6-77-155-170 | weitere Bilder |
| Steinbacher Straße 22 (Standort)                                                | Ehemaliges von Hutten’sches Forsthaus             | Zweigeschossiger giebelständiger Satteldachbau mit Fachwerkobergeschoss über hohem Erdgeschoss mit rundbogiger Toreinfahrt, bezeichnet „1586“ | D-6-77-155-172 | weitere Bilder |
| Steinbacher Straße 26 (Standort)                                                | Wohnhaus                                          | Eingeschossiger giebelständiger Satteldachbau mit teilweise massiv ersetztem Zierfachwerk, geschnitzter Eckpfosten in Form eines Bildstocks, bezeichnet „1705“                                                                                       | D-6-77-155-174 | weitere Bilder |
| Steinbacher Straße (Standort)                                                   | Bildstock                                         | Inschriftsockel mit Pfeiler und Reliefaufsatz Pietà unter Draperie, Sandstein, 18. Jahrhundert | D-6-77-155-173 | weitere Bilder |
| Von-Hutten-Straße 2 (Standort)                                                  | Wohnhaus                                          | Zweigeschossiger giebelständiger Halbwalmdachbau mit geohrten Sandsteinrahmungen, 17./18. Jahrhundert Scheune, Bruchsteinbau mit Satteldach, 18./19. Jahrhundert                                                                                     | D-6-77-155-175 | BW             |
| Von-Hutten-Straße 8 (Standort)                                                  | Handwerkerhaus                                    | Eingeschossiges verputztes Fachwerkhaus mit Satteldach, 18. Jahrhundert, rückwärtiger Fachwerkanbau mit Krüppelwalm, 19. Jahrhundert | D-6-77-155-195 | BW             |
| Nähe Von-Hutten-Straße (Standort)                                               | Heiligenfigur                                     | Geschweifter Inschriftsockel mit Figur des heiligen Joseph mit Jesuskind, Sandstein und Schmiedeeisen, Rokoko, bezeichnet „1730“ | D-6-77-155-171 | weitere Bilder |

### Valentinusberg
| Lage                        | Objekt                             | Beschreibung | Akten-Nr.      | Bild           |
| --------------------------- | ---------------------------------- | --- | -------------- | -------------- |
| Valentinusberg 4 (Standort) | Katholische Kapelle St. Valentinus | Kleiner Saalbau mit eingezogenem Chor, Dachreiter mit Glockendach und Kreuzigungsgruppe von 1781 über dem Westportal, 1660–1664, bez. 1660, mit nördlichem Sakristeianbau, bez. 1676; mit Ausstattung. Das auch Pestkapelle genannte Gotteshaus entstand nachdem 1632 die Pest mit 860 Toten in Lohr ausgebrochen war. Am 16. August findet seit 1666 zu Ehren des heiligen Rochus, dem Schutzpatron der Pestkranken, eine Prozession zur Kapelle statt. | D-6-77-155-115 | weitere Bilder |
| Valentinusberg (Standort)   | Bildstock                          | 1. von 14 Kreuzwegstationen mit figuralen Reliefs in kreuzbekrönten Gehäusen, Relief von F.A. Seuffert, Sandstein, um 1861. | D-6-77-155-115 | weitere Bilder |
| Valentinusberg (Standort)   | Bildstock                          | 2. von 14 Kreuzwegstationen mit figuralen Reliefs in kreuzbekrönten Gehäusen, Relief von F.A. Seuffert, Sandstein, um 1861. | D-6-77-155-115 | weitere Bilder |
| Valentinusberg (Standort)   | Bildstock                          | 3. von 14 Kreuzwegstationen mit figuralen Reliefs in kreuzbekrönten Gehäusen, Relief von F.A. Seuffert, Sandstein, um 1861. | D-6-77-155-115 | weitere Bilder |
| Valentinusberg (Standort)   | Bildstock                          | 4. von 14 Kreuzwegstationen mit figuralen Reliefs in kreuzbekrönten Gehäusen, Relief von F.A. Seuffert, Sandstein, um 1861. | D-6-77-155-115 | weitere Bilder |
| Valentinusberg (Standort)   | Bildstock                          | 5. von 14 Kreuzwegstationen mit figuralen Reliefs in kreuzbekrönten Gehäusen, Relief von F.A. Seuffert, Sandstein, um 1861. | D-6-77-155-115 | weitere Bilder |
| Valentinusberg (Standort)   | Bildstock                          | 6. von 14 Kreuzwegstationen mit figuralen Reliefs in kreuzbekrönten Gehäusen, Relief von F.A. Seuffert, Sandstein, um 1861. | D-6-77-155-115 | weitere Bilder |
| Valentinusberg (Standort)   | Bildstock                          | 7. von 14 Kreuzwegstationen mit figuralen Reliefs in kreuzbekrönten Gehäusen, Relief von F.A. Seuffert, Sandstein, um 1861. | D-6-77-155-115 | weitere Bilder |
| Valentinusberg (Standort)   | Bildstock                          | 8. von 14 Kreuzwegstationen mit figuralen Reliefs in kreuzbekrönten Gehäusen, Relief von Michael Arnold, Sandstein, um 1861. | D-6-77-155-115 | weitere Bilder |
| Valentinusberg (Standort)   | Bildstock                          | 9. von 14 Kreuzwegstationen mit figuralen Reliefs in kreuzbekrönten Gehäusen, Relief von Michael Arnold, Sandstein, um 1861. | D-6-77-155-115 | weitere Bilder |
| Valentinusberg (Standort)   | Bildstock                          | 10. von 14 Kreuzwegstationen mit figuralen Reliefs in kreuzbekrönten Gehäusen, Relief von Michael Arnold, Sandstein, um 1861. | D-6-77-155-115 | weitere Bilder |
| Valentinusberg (Standort)   | Bildstock                          | 11. von 14 Kreuzwegstationen mit figuralen Reliefs in kreuzbekrönten Gehäusen, Relief von Michael Arnold, Sandstein, um 1861. | D-6-77-155-115 | weitere Bilder |
| Valentinusberg (Standort)   | Bildstock                          | 12. von 14 Kreuzwegstationen mit figuralen Reliefs in kreuzbekrönten Gehäusen, Relief von Michael Arnold, Sandstein, um 1861. | D-6-77-155-115 | weitere Bilder |
| Valentinusberg (Standort)   | Bildstock                          | 13. von 14 Kreuzwegstationen mit figuralen Reliefs in kreuzbekrönten Gehäusen, Relief von Michael Arnold, Sandstein, 1889. | D-6-77-155-115 | weitere Bilder |
| Valentinusberg (Standort)   | Bildstock                          | 14. von 14 Kreuzwegstationen mit figuralen Reliefs in kreuzbekrönten Gehäusen, Relief von Michael Arnold, Sandstein, 1889. | D-6-77-155-115 | weitere Bilder |
| Valentinusberg (Standort)   | Bildstock                          | geschwungener Reliefaufsatz 'Pietá' und rückseitig 'Hl. Sebastian / Hl. Valentin / Hl. Jacobus d. Ältere', Sandstein, um 1700, modern hinzugefügter Pfeiler (Spolie) | D-6-77-155-118 | Bildstock      |

### Wombach
| Lage                                      | Objekt                                | Beschreibung | Akten-Nr.      | Bild           |
| ----------------------------------------- | ------------------------------------- | --- | -------------- | -------------- |
| Nähe Wombacher Straße (Standort)          | Bildstock                             | Kurzer Sockel mit gebauchter Säule und Volutenaufsatz mit Relief Pietà, Sandstein, bezeichnet „1712“ | D-6-77-155-186 | weitere Bilder |
| Nähe Wombacher Straße (Standort)          | Kath. Filialkirche St. Peter und Paul | Zentralbau auf rundem Grundriss mit hohem Kegeldach, Wände mit Profilverglasung, freistehender sechsgeschossiger Glockenträger an zwei Seiten geöffnet, 1963–1965 von Hans Schädel unter Mitarbeit von Werner Kressierer und Heinrich P. Kaupp; mit Ausstattung | D-6-77-155-207 | BW             |
| Gegenüber Wombacher Straße 164 (Standort) | Bildstock                             | 1712 | D-6-77-155-186 | BW             |
| Wombacher Straße 74 (Standort)            | Bildstock                             | Tischsockel mit ornamentiertem Pfeiler und Volutenaufsatz mit Flachnische, Sandstein, bezeichnet „1751“ | D-6-77-155-182 | BW             |
| Wombacher Straße 97 (Standort)            | Doppelhaus                            | Zweigeschossiger Krüppelwalmdachbau mit Fachwerkobergeschoss über hohem Kellergeschoss in Ecklage, 1822 | D-6-77-155-183 | weitere Bilder |
| Wombacher Straße 114 (Standort)           | Wohnhaus                              | Zweigeschossiger traufständiger Satteldachbau mit Zierfachwerkobergeschoss sowie Hausmadonna, bezeichnet „1725“ | D-6-77-155-185 | BW             |
| Wombacher Straße 122 (Standort)           | Bildstock                             | Flacher Sockel mit ornamentiertem Pfeiler und Tonnendach-Nischenaufsatz mit obeliskartigen Seitenteilen, Sandstein, Ende 18./Anfang 19. Jahrhundert | D-6-77-155-184 | weitere Bilder |

## Ehemalige Baudenkmäler
In diesem Abschnitt sind Objekte aufgeführt, die früher einmal in der Denkmalliste eingetragen waren, jetzt aber nicht mehr. Objekte, die in anderem Zusammenhang also z. B. als Teil eines Baudenkmals weiter eingetragen sind, sollen hier nicht aufgeführt werden. Aktennummern in diesem Abschnitt sind ehemalige, jetzt nicht mehr gültige Aktennummern.

| Lage                   | Objekt                      | Beschreibung                         | Akten-Nr.      | Bild |
| ---------------------- | --------------------------- | ------------------------------------ | -------------- | ---- |
| Lohr Lohgartenweg 4 () | Zweigeschossiges Gartenhaus | Mit Walmdach und Freitreppe, um 1845 | D-6-77-155-191 |      |